# Bandolero (banda)
Bandolero fue un grupo musical francés conocido sobre todo por su tema Paris Latino, el cual vendió más de tres millones de copias. Estuvo activo entre los años 1983 y 1989.

## Historia
En 1977, formaron parte del grupo punk Guilty Razors con Tristam Nada (más tarde cantante principal de Good Humor This Morning ) y Jano Homicid, exmiembro del colectivo Fuming Muslims , antes de que el grupo se disolviera en 1979 .
Su único éxito real fue en 1983 con Paris Latino , del cual se vendieron tres millones de discos. Con un sonido más bien funk - disco - pop , el título será versionado posteriormente por los alumnos de la segunda temporada de Star Academy ( número 1 del Top 50 en 2003 ). La versión original ocupó el puesto número 1 en las listas de Europa 1 y RTL en 1983, y el número 1 en España [ref. necesario] , No. 2 en las  listas alemanas [ref. necesario] , italiano 1 y suizo 2 , n°3 del Top 50 en Francia ennoviembre de 19833 y 19º puesto en Bélgica. En 2003, el sencillo Café de Paris de Horny United le da la bienvenida a Just 4 Funk samples de Paris Latino .
Carlos volvió a montar Bandolero con su pareja, la cantante Manuela, en 1987 sin éxito. Murió en 1998 [réf. necesario] .
José inició un intento en solitario producido por su amigo Alexis Quinlin en 1985 para el sello New Deal bajo el nombre de José Lucas con el sencillo Tour du monde . Posteriormente, dejó todo y luego se lanzó a la música electrónica , ambient - house - funk en los años 1990 bajo el nombre de JoanJo y lanzó varias piezas en sellos ingleses e internacionales. También colaboró en remezclas de Boney M. y trabajó con Jean-Robert Beaumier, pionero del house francés . Se instaló en Tailandia [ref. necesario] .
Jill Merme-Bourezak crea música electrónica underground y experimental y colabora regularmente en proyectos de vanguardia [ref. necesario].

## Miembros
- Carlos Pérez
- José Pérez
- Jill Merme-Bourezak

## Discografía

### Singles
- 1983: Paris Latino
- 1984: Cocoloco
- 1985: Conquistador
- 1988: Bagatelle
- 1989: Rêves noirs